# Santa María (Cádiz)
Santa María es un barrio del centro histórico de la ciudad de Cádiz, España, perteneciente al distrito 2. Está situado en zona norte de la ciudad, siendo el más meridional de los barrios del centro histórico. Se extiende desde las Puertas de Tierra hasta la plaza de San Juan de Dios y el barrio del Pópulo.
Es uno de los barrios más antiguos de la ciudad, surgido en el siglo XV, cuando la villa medieval comienza a desbordarse. Su nombre se debe la capilla de Santa María que posteriormente se convirtió en el convento de Santa María. 

## Lugares de interés
- Palacio de Congresos de Cádiz
- Iglesia de Santo Domingo
- Cárcel Real